# Демони війни
«Демони війни» — воєнна драма польського режисера Владислава Пасіковського, події якого відбуваються під час Боснійської війни.

## Сюжет
Підрозділ польських солдат-миротворців майора Келлера розміщені в одній з гарячих точок Югославії. Майор потрапляє під слідство, в частину мають прибути Чацький та Чеслав Куш. Напередодні цієї події було збито норвезький вертоліт і Келлер приймає рішення зібрати команду для пошукових робіт, тим самим він ігнорує наказ про невтручання. Діставшись місце падіння, їм вдається врятувати двох полонянок банди найманців під керівництвом Скії, але рятувальний вертоліт було збито. У руки Келлера потрапляє важлива відеоплівка. Скія дає наказ переслідувати воєнних.
Келлер з солдатами переховуються на фермі, тоді ж вони й дізнаються, що записано на відеокасеті. Скія робить спробу спалити село циган, але майор з солдатами нападають. У сутичці Келлер вбиває Скію. Згодом він передає касету французькому журналісту, а сам летить з трунами загиблих солдатів його батальйону.

## У ролях
| Актор                | Роль                   |
| -------------------- | ---------------------- |
| Богуслав Лінда       | Едуард Келлер          |
| Збігнєв Замаховський | Морачевський           |
| Тадеуш Хук           | Чеслав Куш             |
| Мирослав Бака        | старший капрал «Тихий» |
| Слободан Кустич      | Скія                   |
| Артур Жмієвський     | Бінєк                  |
| Олаф Любашенко       | Чацький                |
| Кшиштоф Кєршновський | Зярно                  |
| Тадеуш Шимкув        | Борунь                 |

## Створення фільму

### Виробництво
Зйомки фільму проходили в Польщі.

### Знімальна група
- Кінорежисер — Владислав Пасіковський
- Сценарист — Владислав Пасіковський
- Кінопродюсер — Влодзімеж Отулак
- Композитор — Марцин Поспешальський
- Кінооператор — Павел Едельман
- Кіномонтаж — Ванда Земан
- Художник-постановник — Павел Міровський
- Художники по костюмах — Марія Котарська[1].

## Сприйняття

### Критика
Фільм отримав змішані відгуки. На сайті Rotten Tomatoes оцінка стрічки становить 47 % із середньою оцінкою 2,8/5 на основі 59 голосів від глядачів, Internet Movie Database — 6,3/10 (569 голосів), Filmweb — 6,9 (37 076 голосів).

### Номінації та нагороди
| Нагороди та номінації фільму «Демони війни» | Нагороди та номінації фільму «Демони війни» | Нагороди та номінації фільму «Демони війни» | Нагороди та номінації фільму «Демони війни» | Нагороди та номінації фільму «Демони війни» | Нагороди та номінації фільму «Демони війни» |
| Рік                                         | Кінофестиваль/кінопремія                    | Категорія/нагорода                          | Номінант                                    | Результат                                   |                                             |
| ------------------------------------------- | ------------------------------------------- | ------------------------------------------- | ------------------------------------------- | ------------------------------------------- | ------------------------------------------- |
| 1999                                        | «Орли»                                      | Найкраща музика до фільму                   | Марцин Поспешальський                       | Номінація                                   |                                             |
| 1999                                        | «Орли»                                      | Найкраща робота оператора                   | Павел Едельман                              | Номінація                                   |                                             |
| 1999                                        | «Орли»                                      | Найкращий монтаж                            | Ванда Земан                                 | Номінація                                   |                                             |